# カノニカル
カノニカル (Canonical Ltd. , 旧MRSバーチャルデベロップメント(M R S Virtual Development Ltd.) はUbuntuの支援及び開発援助のために、マーク・シャトルワースが設立した企業。

## 概要
Ubuntuのサポートやトレーニングプログラムを有償で実施して収益化しつつ、開発者やコミュニティーリーダーをUbuntuプロジェクトに送り込むことで開発を促進している。
Ubuntuに関連する各種ソフトウェア「Bazaar」「Upstart」「Launchpad」「Landscape」などの開発やサポートも行っている。
Canonicalは30カ国以上でスタッフを雇用しており、ロンドン、オースティン、ボストン、上海、北京、台北とマン島、東京にオフィスを構えている。

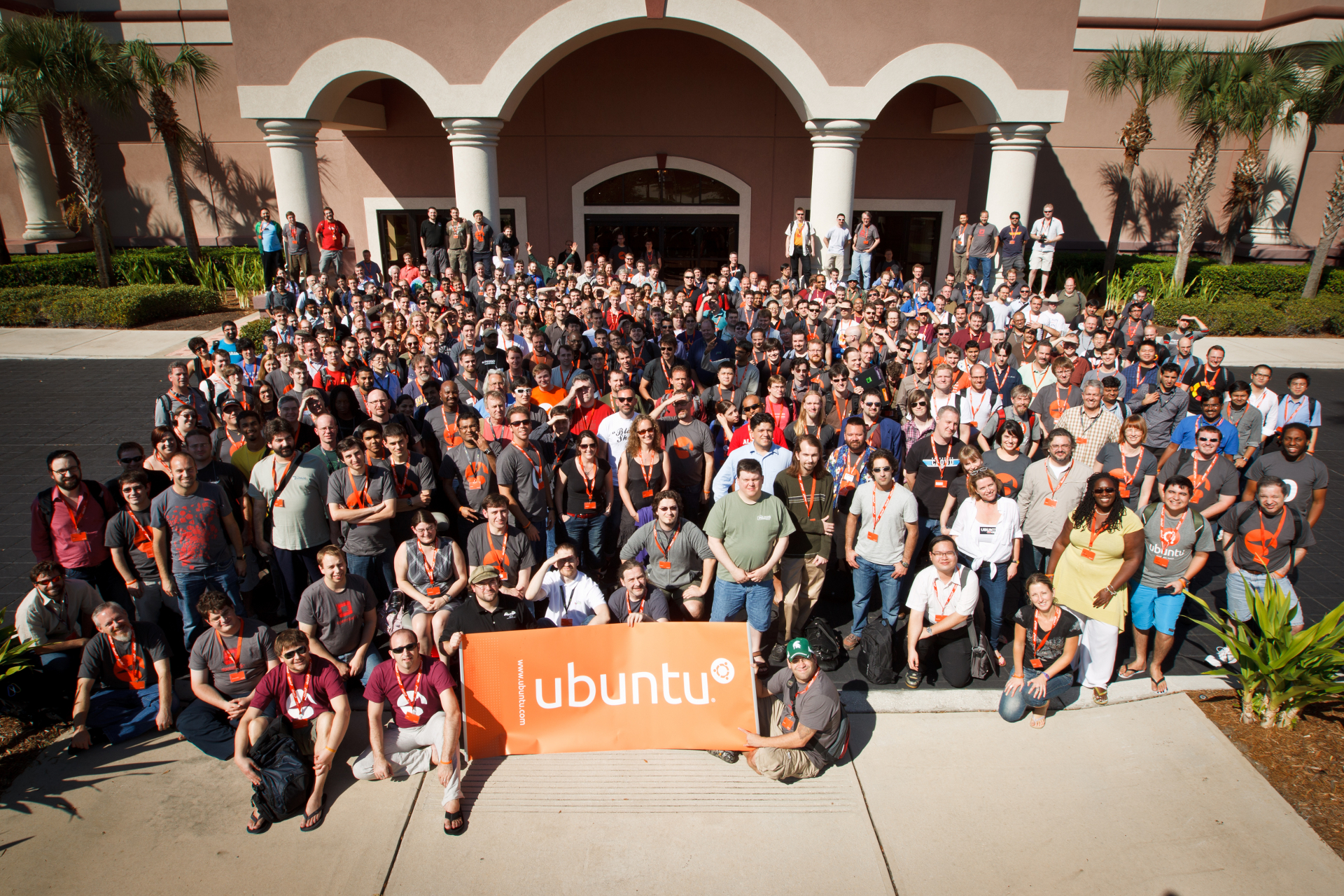
Canonicalの社員とUbuntuコミュニティメンバー

## Canonicalがサポート、開発している製品一覧
カノニカル社は、フリーオープンソースソフトウェア(FOSS)やフリーソフトウェアの開発者と貢献者の協力を推し進めるツールを中心にいくつかのプロジェクトを立ち上げ、支援している。

### オープンソースのソフトウェア
- Ubuntu - Unity及びGNOMEデスクトップを搭載したDebianベースのLinuxディストリビューション
- Bazaar - 分散型バージョン管理システム
- Storm - Python向けのオブジェクト関係マッピングであり、Launchpadのコードベースの一部
- Upstart - 非同期なプロセス開始処理を特徴とする、initの完全な代替
- Quickly - Linux向けのソフトウェア作成フレームワーク
- Snap - Linuxディストリビューション非依存なパッケージ管理システム
- Launchpad - フリーソフトウェアプロジェクト間の協力をより簡単にするためのウェブアプリケーションを含むウェブサイト
  - Rosetta - ソフトウェアのローカライズを目的としたオンライン翻訳支援ツール (名前はロゼッタ・ストーンに由来)
  - Malone - 他のバグ追跡システムとの連携も行うバグ追跡システム
  - Soyuz - KubuntuやXubuntuのようなカスタムディストリビューションを作成するためのツール
  - Code - Bazaarを使ったソースコードホスティング
  - Answers -  コミュニティサポートサイトと知識ベース
  - Bluepoints - 仕様と新機能をトラックするツール
  - PPA - 利用者がソフトウェアリポジトリーを公開するためのシステム

### プロジェクトとサービス
- Landscape（英語版） - Ubuntuのシステム管理用Webサービス
- Ubuntu One - オンラインストレージ・ファイル共有サービス。2014年7月にサービス終了。

その他、CanonicalはLinaroに対して開発資源の一部を投資している。

## 子会社
- Canonical Group Ltd - ロンドン
- Canonical USA Inc. - レキシントン (マサチューセッツ州)
- Canonical China Ltd (中国語: 科能软件股份有限公司) - 上海市
- Canonical Brasil Ltd - サンパウロ
- Canonical Canada Ltd - モントリオール (現在は使われていない[6])
- Canonical Ltd Taiwan Br. (中国語: 英屬曼島商肯諾有限公司臺灣分公司) - 台北市
- Canonical Japan株式会社 - 東京都